# Yujiazhai (sockenhuvudort i Kina, Yunnan Sheng, lat 27,84, long 104,82)
Yujiazhai är en sockenhuvudort i Kina. Den ligger i provinsen Yunnan, i den sydvästra delen av landet, omkring 370 kilometer nordost om provinshuvudstaden Kunming. Antalet invånare är 27 406. Befolkningen består av 13 274 kvinnor och 14 132 män. Barn under 15 år utgör 24,0 %, vuxna 15-64 år 66 %, och äldre över 65 år 8,0 %.
Runt Yujiazhai är det tätbefolkat, med 319 invånare per kvadratkilometer. Närmaste större samhälle är Sankoutang, 14,6 km nordost om Yujiazhai. I omgivningarna runt Yujiazhai växer i huvudsak blandskog.
Genomsnittlig årsnederbörd är 1 132 millimeter. Den regnigaste månaden är juli, med i genomsnitt 239 mm nederbörd, och den torraste är december, med 14 mm nederbörd.